# Bačka

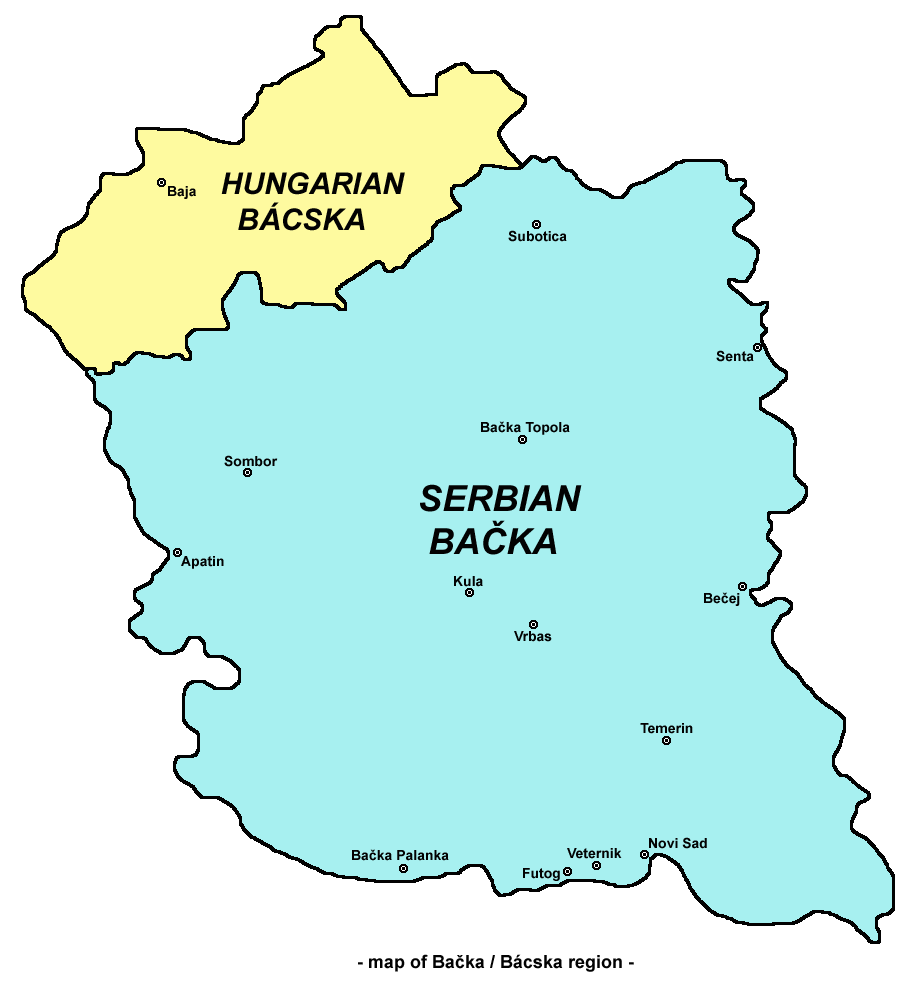
La Bačka

La Bačka (in serbo Бачка?, Bačka, in ungherese Bácska, in croato Bačka, in slovacco Báčka, ruteno: Бачка, Bunjevac: Bačka) è una regione della Pianura Pannonica compresa fra i fiumi Danubio e Tibisco. È divisa fra Serbia e Ungheria, con esigui fazzoletti di terra disabitati sulla riva sinistra del Danubio che appartengono alla Croazia, ma sono sotto controllo serbo dal 1991.
La maggior parte della regione costituisce parte della Voivodina, in Serbia. Novi Sad, la capitale della Voivodina, si trova sul confine tra Bačka e Sirmia. La restante parte settentrionale della Bačka si trova nella contea di Bács-Kiskun in Ungheria.

## Etimologia
Il nome Bačka è di origine slava. Significa "terra che appartiene alla città di Bač". Anche gli ungheresi avrebbero adottato un nome slavo per la regione.
In alternativa c'è chi sostiene che l'elemento denominatore della regione possa essere stato il primo balivo del castello di Bács e potrebbe derivare dall'antico turco baya, il nome di una dignità. I serbi avrebbero quindi adottato per la regione un nome ungherese.

## Storia
La Bačka appartenne alla Dacia, all'Impero Romano, all'impero unno, al canato degli Avari, al regno dei Gepidi, al Primo impero bulgaro, al Regno di Ungheria, all'Impero ottomano, all'Impero asburgico, all'Impero austriaco, all'Impero austro-ungarico, al regno dei Serbi, Croati e Sloveni, al regno di Jugoslavia, al Repubblica Socialista Federale di Jugoslavia, alla Repubblica Federale di Jugoslavia, alla Serbia e Montenegro, e dal 2006, è parte della Serbia. La parte settentrionale della regione appartiene all'Ungheria dal 1920.
La Bačka è stata stabilmente abitata per più di 4.000 anni, dal Neolitico. I primi abitanti della regione furono probabilmente le tribù illiriche.

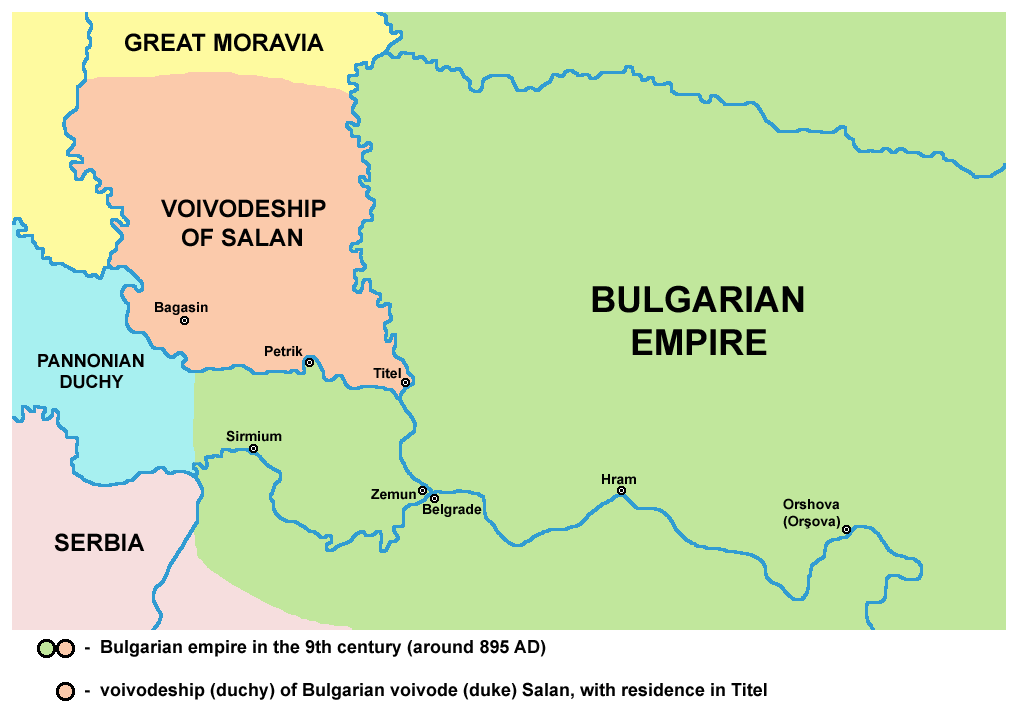
Voivodato di Salan

Gli Slavi si insediarono nell'odierna Bačka nel VI e VII secolo. Nel IX secolo il territorio della Bačka era parte dell'Impero bulgaro. Salan, un voivoda bulgaro, dominava questo territorio dalla capitale Titel. All'inizio del X secolo, gli ungheresi sconfissero Salan e il suo voivodato fu annesso ai dominii ungheresi.
Nell'XI secolo, fu istituito il Comitatus Bacsensis (Bač, Bács) con la città di Bač come centro amministrativo. Il primo prefetto conosciuto della contea è menzionato nel 1074 sotto il nome di Vid, che è un nome di origine slava.
Durante il dominio del re ungherese Colomanno (1095-1116), la nobiltà serba locale consisteva negli Uroš, nei Vukan e nei Pavle. Un atto del 1309 riferisce di "scismatici" (cristiani ortodossi), che risiedevano nella Bačka.
Nel 1526 e nel 1527, la Bačka fu la regione centrale dell'effimero stato serbo indipendente, che esistette nel territorio dell'attuale Voivodina. A capo di questo stato vi era il cosiddetto imperatore Jovan Nenad e la sua capitale era Subotica. Dopo qualche mese fu deposto e la Bačka ritornò al regno d'Ungheria.
Sotto l'occupazione ottomana (XVI-XVII secolo), la Bačka divenne parte del sangiaccato di Seghedino e la regione era popolata per lo più da serbi. Nel 1699 la Bačka entrò nel possesso degli Asburgo d'Austria. Fu istituita una contea di Bács nella porzione occidentale della regione, mentre la porzione orientale fu incorporata nella sezione Tibisco-Mureș della frontiera militare asburgica. Dopo che questa parte della frontiera militare fu abolita nel 1751, anche la porzione orientale della Bačka fu aggregata alla contea di Bács. L'unica zona della Bačka che rimase entro la frontiera militare Military fu Šajkaška, che passò all'amministrazione civile nel 1873.
Secondo il censimento austriaco del 1715, i serbi, i Bunjevci e i Šokci costituivano la maggior parte degli abitanti della regione. Nel XVIII secolo, gli Asburgo intrapresero un'intensiva colonizzazione, che aveva una bassa densità di popolazione dopo le ultime guerre ottomane che avevano decimato la popolazione serba. I nuovi abitanti erano prevalentemente serbi, ungheresi e tedeschi. Poiché molti tedeschi provenivano dalla Svevia, furono chiamati Donauschwaben, Svevi del Danubio. Altri tedeschi provenivano dall'Austria, dalla Baviera e dall'Alsazia. Slovacchi luterani, ruteni e altri furono pure tra i colonizzatori, ma con proporzioni molto più ridotte.

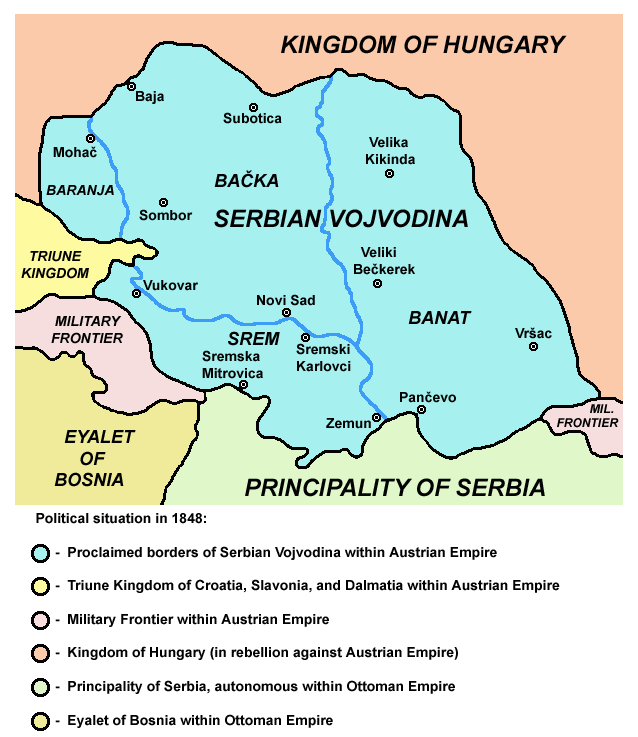
La Bačka entro i confini del voivodato serbo proclamato nel 1848.

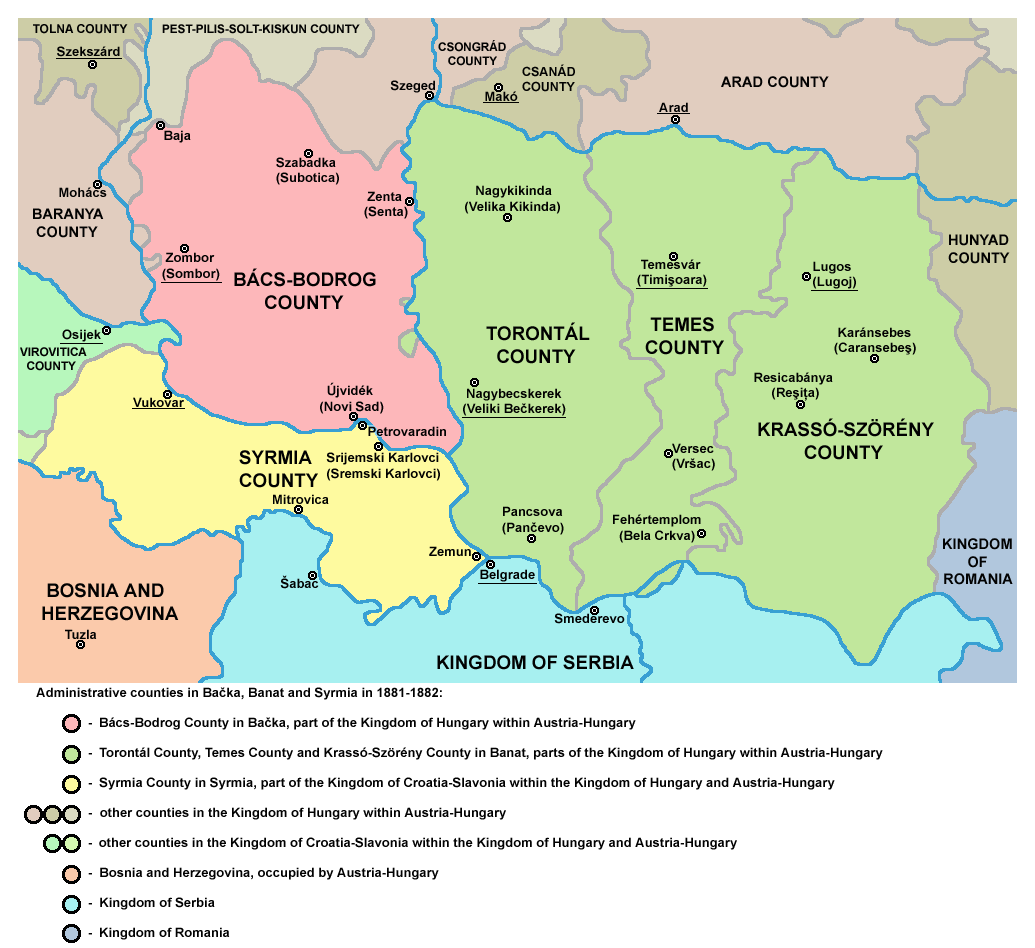
Banato, Bačka e Sirmia dopo il 1881, le cinque contee, che avevano costituito il voivodato di Serbia e del Banato.

Ci fu pure un'emigrazione di serbi dalla porzione orientale della regione, che apparteneva alla frontiera militare dal 1751. Dopo l'abolizione della sezione Tisa-Mureş della frontiera militare, molti serbi emigrarono dalla Bačka nord-orientale. Si diressero in Russia (soprattutto verso la Nuova Serbia e la Slavo-Serbia) o nel Banato.
Nel 1848 e nel 1849, la Bačka apparteneva al voivodato serbo, una regione autonoma serba parte dell'Impero austriaco, mentre dal 1849 al 1860 apparteneva al voivodato di Serbia e del Banato, una terra della corona austriaca separata (la lingua ufficiale era in questo periodo il tedesco). Dopo il 1860, fu istituita la contea di Bács-Bodrog, parte del regno d'Ungheria.
Secondo il censimento del 1910 la popolazione della Bačka ammontava a 704.563 unità ed era composta dal 43,2% di magiari (310.490), 28,1% di jugoslavi e dal 22,5% di tedeschi.
Il territorio della Bačka (parte della regione del Banato, Bačka e Baranja) fu annesso al regno di Serbia nel 1918. Con il Trattato del Trianon (4 giugno 1920), il territorio originario della Bačka fu spartito, dopo una breve indipendenza come Repubblica serbo-ungherese di Baranya-Baja, tra l'Ungheria e il regno dei Serbi, Croati e Sloveni, che poi divenne il regno di Jugoslavia. La parte settentrionale della regione era una contea separata ungherese (Bács-Bodrog) con sede a Baja, che in seguito fu incorporata nella contea di Bács-Kiskun. La parte meridionale della regione era una contea del regno dei Serbi, Croati e Sloveni fra il 1918 e il 1922, quindi una provincia (oblast) dal 1922 al 1929 e nel 1929 fu incorporato nella Banovina Danubiana, una provincia del regno di Jugoslavia.
Nel 1941 la Bačka jugoslava fu occupata dalle Potenze dell'Asse e annessa all'Ungheria di Miklós Horthy. Durante l'occupazione, furono uccisi 19.573 civili, per lo più serbi, ebrei e rom e molti altri civili furono arrestati, stuprati o torturati. L'occupazione terminò nel 1944 con la fine della Seconda guerra mondiale e la Bačka jugoslava divenne parte della Repubblica Socialista Federale di Jugoslavia. La maggioranza della popolazione tedesca della Bačka fu evacuata e la restante parte fu inviata nei campi di prigionia dalle autorità jugoslave. I partigiani jugoslavi uccisero civili di etnia ungherese e tedesca dopo la guerra, con il pretesto della vendetta per i massacri compiuti dagli occupanti ungheresi durante la guerra. Le vittime ungheresi della Bačka furono circa 30.000 mentre molti altri civili furono arrestati, stuprati o torturati.
Insieme con la Sirmia e il Banato, la Bačka jugoslava fa parte della regione autonoma della Voivodina dal 1945. Dal 1992, fa parte della Repubblica federale di Jugoslavia, che ha assunto successivamente il nome di Serbia e Montenegro (2003) e dal 2006 di Serbia.

## Geografia

### Bačka serba
I distretti della Bačka sono:
- Bačka occidentale
- Bačka settentrionale
- Bačka meridionale

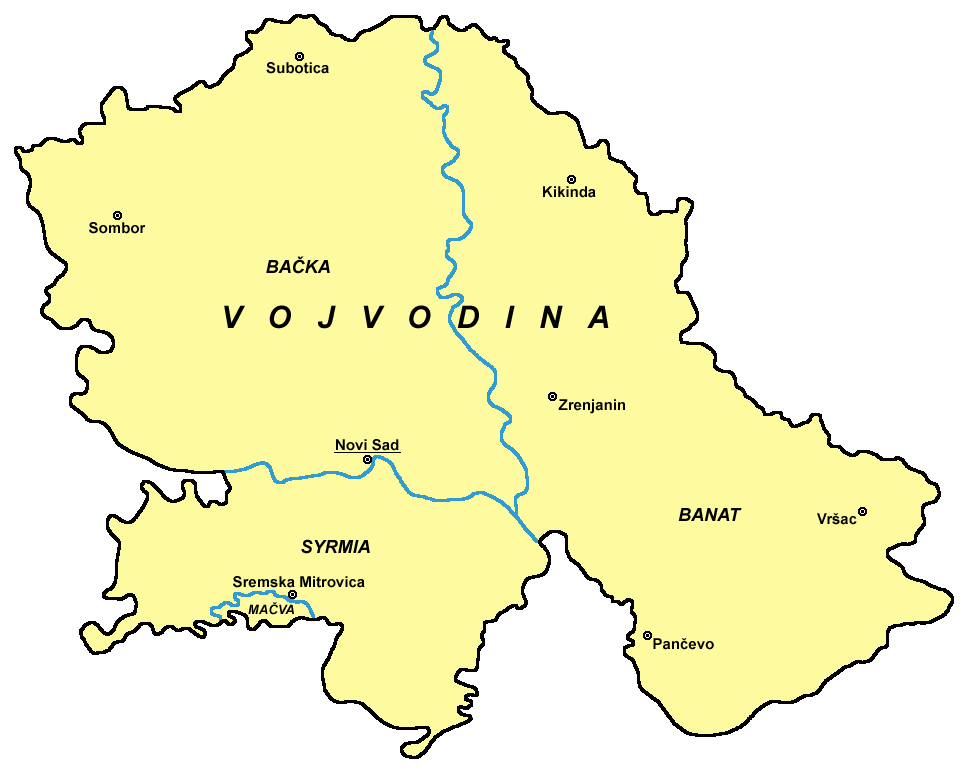
La Bačka all'interno della Voivodina.

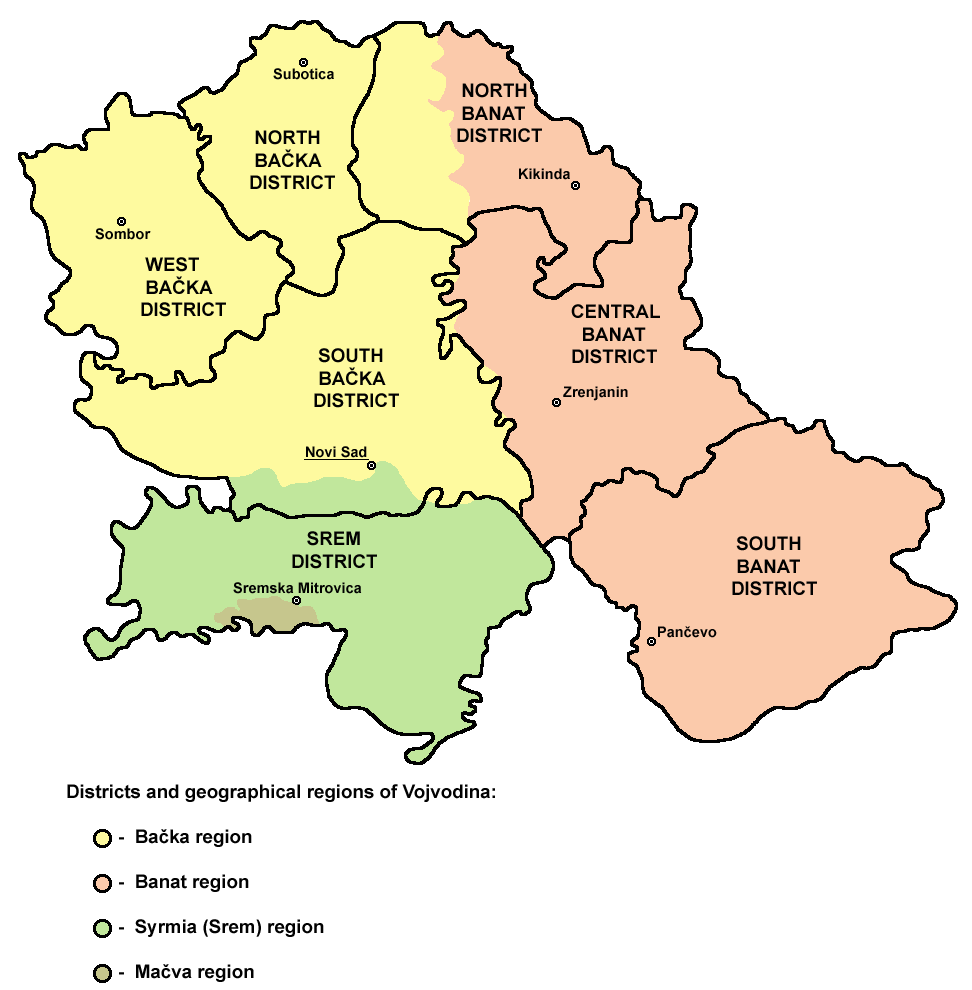
Distretti della Voivodina.

Le municipalità di Sremski Karlovci, Petrovaradin, e Beočin e la parte meridionale della municipalità di Bačka Palanka che appartengono al distretto della Bačka meridionale non si trovano nella Bačka, ma nella Sirmia, mentre le municipalità di Ada, Senta e Kanjiža che sono nella Bačka sono parte del distretto del Banato settentrionale.
Città della Bačka serba e numero di abitanti:
- Novi Sad (190.602)
- Subotica (99.471)
- Sombor (50.950)
- Bačka Palanka (29.431)
- Vrbas (25.887)
- Bečej (25.703)
- Senta (20.363)
- Kula (19.293)
- Apatin (19.289)
- Temerin (19.143)
- Futog (18.492)
- Bačka Topola (16.154)
- Srbobran (13.049)
- Ada (10.546)
- Kanjiža (10.193)
- Crvenka (10.153)
- Odžaci (9.832)
- Žabalj (9.582)
- Palić (7.668)
- Mol (6.780)
- Bački Petrovac (6.731)
- Bač (6.046)
- Bački Jarak (6.042)
- Titel (5.831)

### La Bácska ungherese

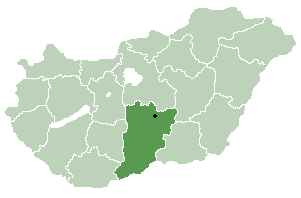
La contea di Bács-Kiskun in Ungheria

La Bácska ungherese si trova per lo più nella contea di Bács-Kiskun, mentre una piccola parte si trova nella contea di Baranya.
Le sottoregioni della Bácska ungherese sono:
- Bajai (76.906)
- Bácsalmási (18.578)
- Jánoshalmai (17.885)

Le più importanti città della Bácska ungherese sono:
- Baja (38.143)
- Jánoshalma (9.866)
- Bácsalmás (7.694)

## Demografia

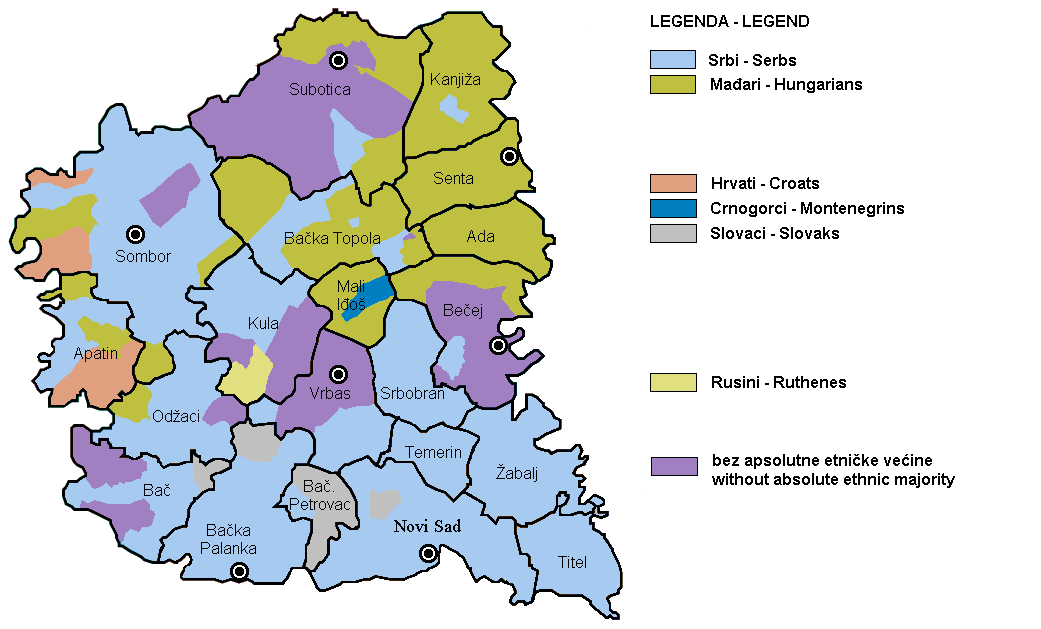
Etnie della Bačka serba (censimento 2002)

### Serbia
Secondo il censimento serbo del 2002 la popolazione della Bačka serba nei suoi confini geografici ammonta a 1.022.524 persone ed è composta da:
- 559.700 (54,74%) serbi
- 221.882 (21,70%) magiari
- altri (slovacchi, croati, bunjevci, šokci, ruteni, montenegrini, jugoslavi, rom, tedeschi, ecc.)

### Ungheria
Secondo il censimento del 2001 la popolazione della Bácska ungherese (distretti di Baja, Bácsalmás e Jánoshalma) ammonta a 113.432 persone.. La maggior parte degli abitanti della Bácska ungherese sono magiari.

### Storia demografica
| Anno | Popolazione totale | Serbi            | Ungheresi        | Croati           | Slovacchi      | Tedeschi         |
| ---- | ------------------ | ---------------- | ---------------- | ---------------- | -------------- | ---------------- |
| 1820 | 387.914            | ?                | 121.688 (31%)    | ?                | ?              | 91.016 (23%)     |
| 1910 | 812.385            | 145.063 (17,86%) | 363.518 (44,75%) | 1.279            | 30.137         | 190.697 (23,47%) |
| 1921 | 735.117            | ?                | 260.998 (35,5%)  | ?                | 30.993 (4,22%) | 173.796 (23,64%) |
| 1931 | 784.896            | ?                | 268.711 (34,24%) | ?                | 34.234 (4,36%) | 169.858 (21,64%) |
| 1941 | 789.705            | 151.269 (19,15%) | 358.531 (45,4%)  | 62.303 (7,89%)   | 32.578 (4,12%) | 162.070 (20,52%) |
| 1948 | 807.122            | 303.664 (37,62%) | 307.343 (38,07%) | 88.491 (10,96%)  | 36.041 (4,44%) | 10.638 (1,32%)   |
| 1953 | 831.945            | 317.247 (38,12%) | 311.146 (37,38%) | 80.957 (9,73%)   | 36.424 (4,38%) | ?                |
| 1961 | 920.600            | 386.385 (41,08%) | 320.566 (34,83%) | 101.509 (11,03%) | 37.665 (4,09%) | ?                |
| 1971 | 960.001            | 413.895 (43,11%) | 311.379 (32,44%) | 92.207 (9,6%)    | 36.508 (3,8%)  | ?                |
| 1981 | 1.102.112          | 434.178 (40,9%)  | 287.565 (30,36%) | 71.793 (7,09%)   | 34.997 (3,02%) | ?                |
| 1991 | 1.007.179          | 463.029 (46,15%) | 258.724 (26,63%) | 65.663 (6,74%)   | 32.092 (3,3%)  | ?                |
| 2002 | 1.022.524          | 559.700 (54,74%) | 221.882 (21,7%)  | ?                | ?              | ?                |
| 2011 | 1.026.315          | 580.805 (56,59%) | 193.343 (18,83%) | 32.951 (3,21%)   | 25.042 (2,43%) | ?                |

## Galleria d'immagini

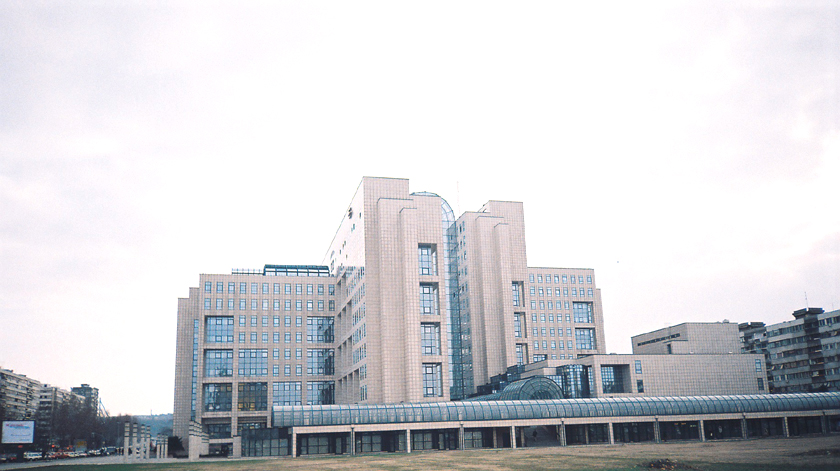
Novi Sad
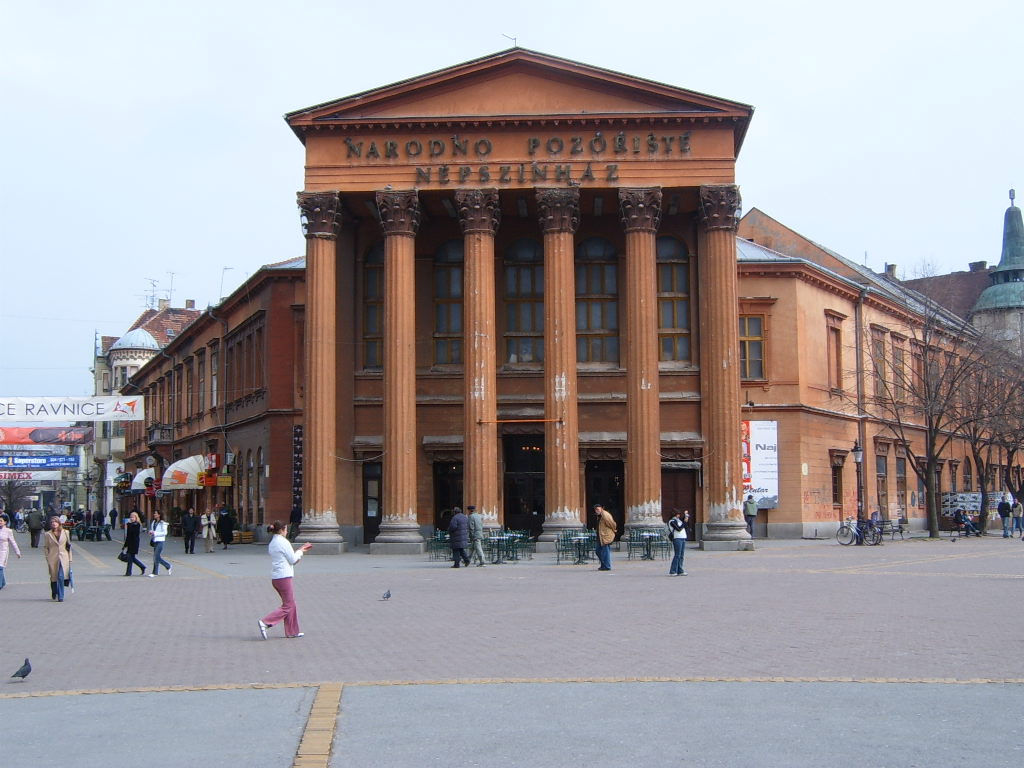
Subotica
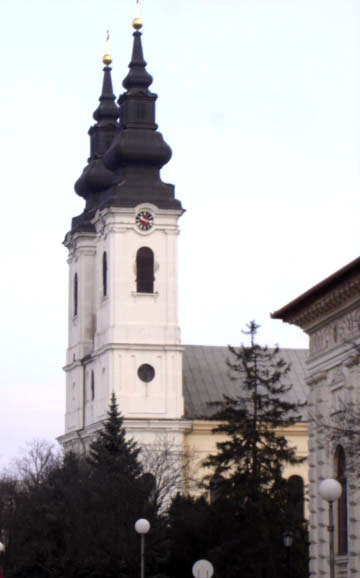
Srbobran
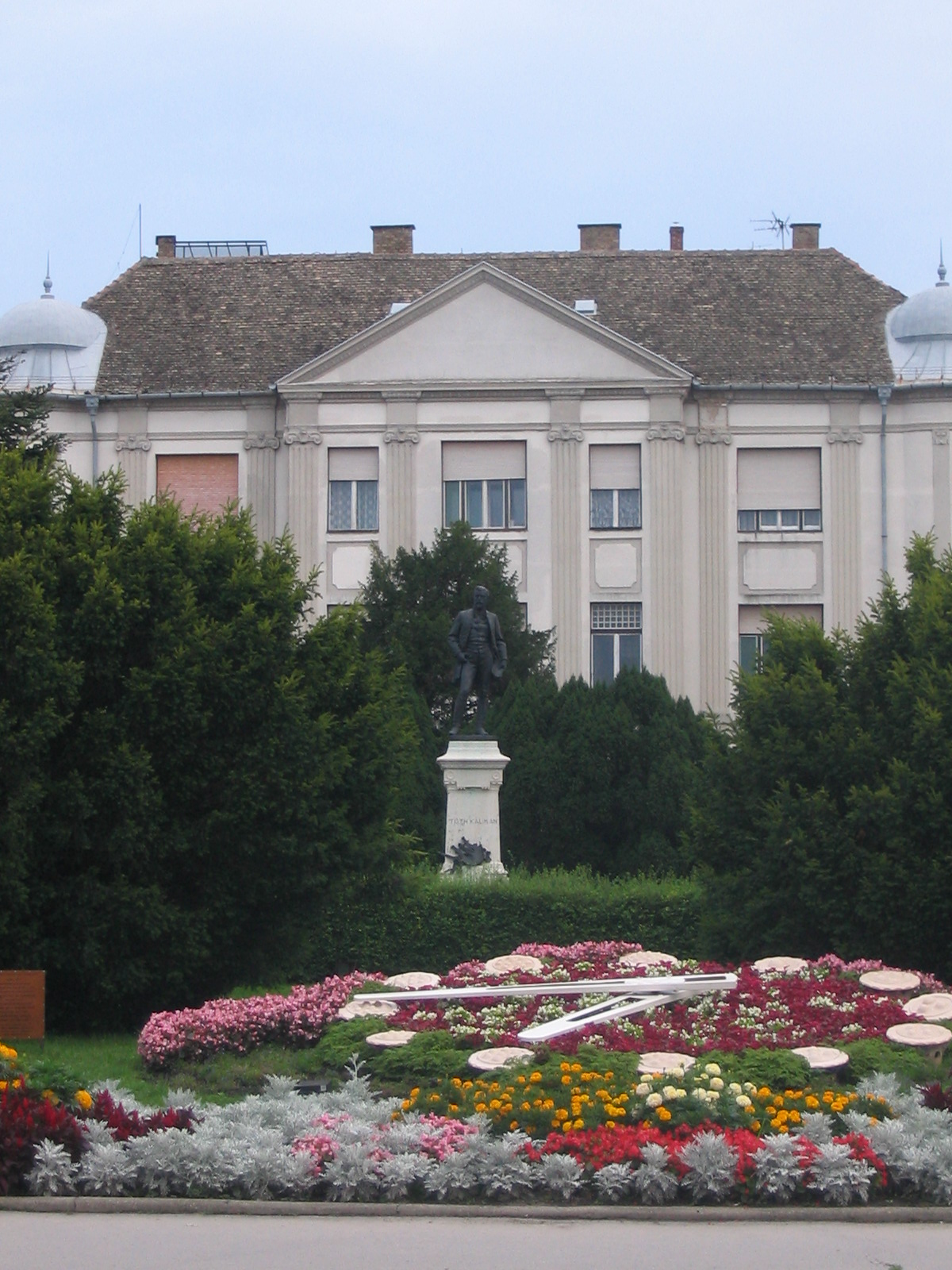
Baja
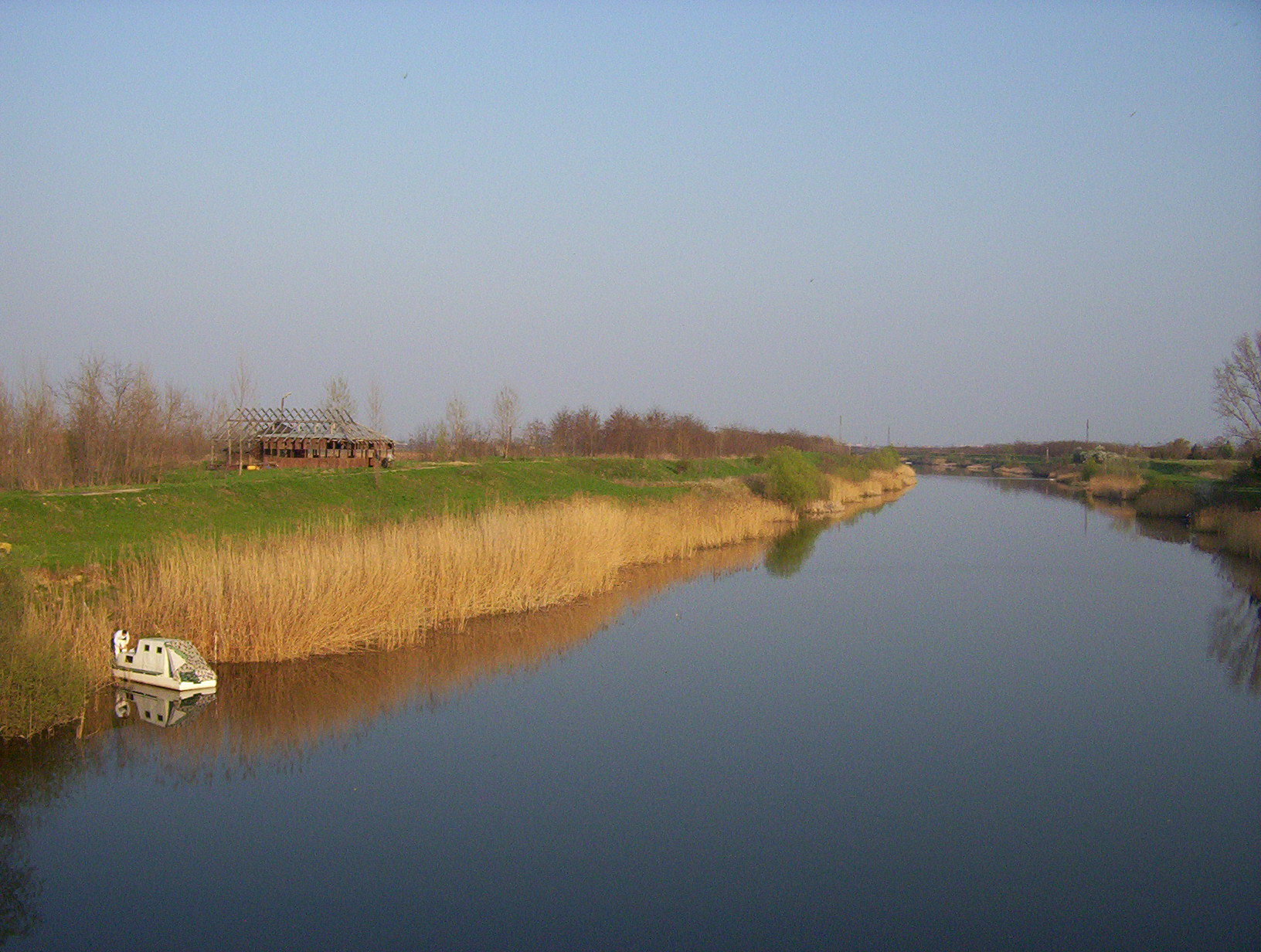
Il canale Danubio-Tibisco-Danubio presso il villaggio di Rumenka, vicino a Novi Sad
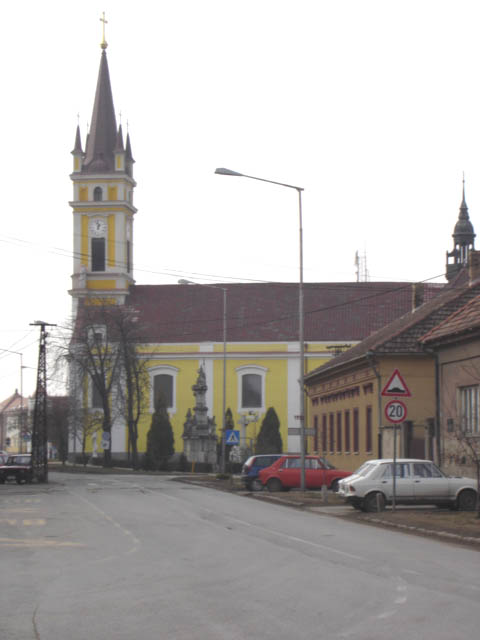
Kanjiža
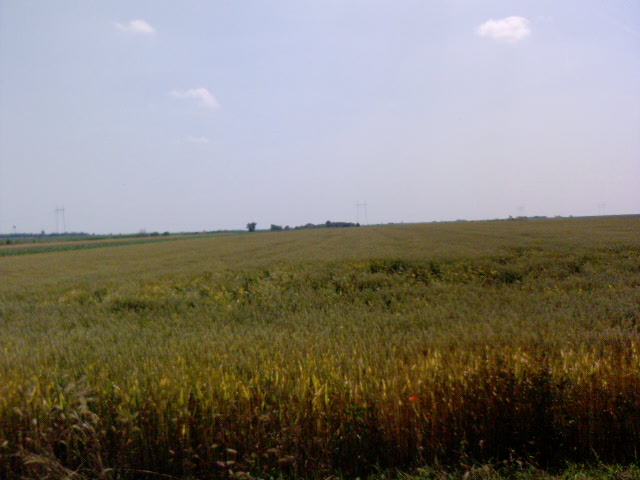
Campo di grano presso Temerin